# Welcome (píseň, Fort Minor)
"Welcome" je píseň americké hiphopové skupiny Fort Minor, vedlejšího projektu zpěváka rockové skupiny Linkin Park Mikea Shinody. Singl vyšel 21. června 2015 a nebyl součástí žádného alba. Je to zároveň první singl skupiny od přerušení činnosti v roce 2006 a zároveň poslední singl před další pauzou, po které se Shinoda rozhodl vydat nové album Post Traumatic (2018) a následně své další projekty pod vlastním jménem.

## Propagace
V pondělí 22. června 2015 vystoupila skupina Fort Minor jako hudební host v noční talk show Conan na stanici TBS. Na konci července 2016 společnost WWE oznámila, že oficiální znělkou pro SummerSlam 2016 je píseň "Welcome".

## Videoklip
Videoklip k písni byl zveřejněn 22. června 2015. Režisérem videa je Jeff Nicholas. Ve videu Mike Shinoda namaloval velkou nástěnnou malbu z obalů z vinylových desek. Po natočení videa se na každou z nich podepsal a nakreslil ji a dovnitř umístil vinylový singl s potiskem celé nástěnné malby. Ve videoklipu se objevil rapper Rapper Ryu ze skupiny Styles of Beyond.

## Obsazení
- Hudební skladatel, produkce a mixování – Mike Shinoda